# Ветренка (Могилёвская область)
Ве́тренка (бел. Ветранка) — деревня в составе Смолицкого сельсовета Быховского района Могилёвской области Республики Беларусь.

## История
В 1913 году стеклянный завод, действовала школа. 15 июля 1935 года деревня Ветренка преобразована в рабочий поселок . 17 ноября 1948 года преобразована в деревню.

## Население
- 2010 год — 96 человек

## Известные уроженцы
- Курсаков, Павел Трофимович  (1897—1952) — советский военачальник, генерал-майор.